# Guy Godin
Pour les articles homonymes, voir Godin.
Guy Godin est un acteur, chanteur, animateur de radio et de télévision québécois, né le 18 juillet 1932 et mort le 30 août 2015 .

## Biographie
C'est à la radio que Guy Godin fait ses premières armes dans deux feuilletons radiophoniques écrits par Paul Gury, Rue Principale et Vie de femmes. Il participe ensuite à plusieurs radioromans, dont Jeunesse dorée, La Louve, Les Chevaliers de Marie, L'Histoire de Dieu, David, Les Secrets de la vie, L'Hirondelle du faubourg, Docteur Claudine. Il fait également plusieurs radio-théâtres avec les réalisateurs Bruno Paradis, Roger Citerne et Olivier Mercier-Gouin, ainsi que quantité de nouveautés dramatiques réalisées par Guy Beaulne. Il anime avec André Montmorency l'émission, pour enfants, Pipandor.
Quelques années auparavant, il avait fondé une troupe de théâtre, « Les équipiers de l'aube », en compagnie de son frère Lorenzo, Marcel Dubé et Pierre Paquette. Cette troupe présente entre autres pièces, Les Vieillards amoureux, Vénus et Adonis, L'Apollon de Bellac.
En même temps qu'il œuvre à la radio, la troupe « La jeune scène » se crée et il joue trois pièces de Marcel Dubé, dont Zone.
Les rôles s'enchaînent et on voit Guy Godin dans Chambres à louer, Le Barrage, Un simple soldat, La Nuit des rois, Papalon le dynamique, La Florentine, Le Doux temps des amours, Voulez‑vous jouer avec moa ?, Francesco, Requiem pour une nonne, La Paix du dimanche, Le Roman d'une orpheline russe, etc.
Parallèlement à ses activités théâtrales, il joue dans plusieurs feuilletons de télévision, dont Les quat' fers en l'air, La Boutique fantasque, Sophie magazine, La Famille Plouffe, Nérée Tousignant, Joie de vivre, Neuf à cinq, Septième Nord, Rue des Pignons, Grand-papa, Une vie. Il interprète également des rôles dans les téléthéâtres : Zone, Chambres à louer, Florence, Médée, Une nuit perdue, Cendres, Jazz, Ninotchka, La nuit des imposteurs, et plusieurs autres.
Pendant 5 ans, il anime l'émission Terre des jeunes, à CFTM, ainsi que d'autres émissions telles que : Une journée avec, La clef d'or, Pour l'amour du Christ. Il agit souvent à titre d'interviewer pour des spéciaux, dont ceux de Diane Dufresne, Ginette Reno, Julien Clerc, Michel Sardou.
En 1968, il est l'un des premiers animateurs en soirée à la station de radio CFGL-FM de Laval. Après une absence au micro à l'hiver 1979, il est entendu au micro de CKMF-FM dès le 30 mai durant les vacances de Stéphane Deval. À l'automne, CKMF lui offre une émission de soirée.
De 1977 à 1986, Guy Godin est l'animateur de l'émission C'était l'bon temps, présentée tous les dimanches matins à CFTM. Dans le cadre de cette émission, il fait des entrevues de gens connus des milieux artistique et politique.
Pendant huit ans, Guy Godin interprète le rôle de Charles De Bray dans le populaire téléroman L'Or du temps.

## Filmographie

### Cinéma
- 1956 : Le Retour
- 1957 : The Suspects
- 1964 : Parallèles et grand soleil : narrateur (voix)
- 1965 : La Corde au cou : Léo Longpré
- 1969 : Délivrez-nous du mal : Georges Langis
- 1969 : Valérie : Patrick Vollant
- 1970 : Deux femmes en or
- 1979 : L'Arrache-cœur : le médecin
- 1983 : Maria Chapdelaine : Minoune
- 1986 : La Guêpe.

### Séries télévisées et feuilletons
- 1953-1959 : La Famille Plouffe : Alain Richard
- 1954-1955 : Les Quat' fers en l'air : amoureux d'Alice
- 1955-1956 : Je me souviens : Pierre Duclos
- 1956 : Nérée Tousignant : Nérée Tousignant
- 1957 : Le Téléthéâtre : Florence : Maurice
- 1957-1958 : Quatuor : Le Voyage à Rome et Le Cheval de Troie : Philippe / Sabin des muses
- 1959-1963 : Joie de vivre : Roger Sénécal
- 1963-1966 : De 9 à 5 : Paulo
- 1966-1977 : Rue des Pignons : Gilles Benoît
- 1971-1972 : La Feuille d'érable
- 1973-1976 : La P'tite Semaine
- 1976-1979 : Grand-Papa : Jacques Lamontagne
- 1982-1985 : Une vie… : Père Raoul Gibeau
- 1985 : Maria Chapdelaine : Minoune
- 1985 - 1993 : L'Or du temps : Charles De Bray
- 1999 : Radio : Wilfrid Jalbert

## Récompenses et nominations
- 1959 : Prix de la meilleure composition canadienne lors du Grand Prix du Disque canadien de CKAC pour « Une promesse » (prix reçu conjointement avec André Lejeune) ;
- 2008 : sa chanson « Une promesse » interprétée par André Lejeune est proclamée Classique par la SOCAN ;
- Novembre 2011 : inauguration de la bibliothèque de l'Ile Perrot du nom de « bibliothèque Guy-Godin ».
- L'expression "guygodiner", "guygodinage", inventée par Lise Payette à l’époque de CFGL-FM figurera dans la prochaine édition du dictionnaire des onomastismes québécois de Gabriel Martin aux éditions Fleurdelysée.